# Santa Maria della Pace (Neapel)
Koordinaten: 40° 51′ 8,3″ N, 14° 15′ 42,9″ O
Santa Maria della Pace (italienisch: „Heilige Maria des Friedens“) ist der Name einer barocken Kirche in Neapel mit dazugehörigem Kloster und einem Hospital aus dem 16. Jahrhundert mit der sogenannten Sala del Lazzaretto. Sie liegt an der Via dei Tribunali vor der Kreuzung zum Castel Capuano im historischen Zentrum von Neapel, das zum Weltkulturerbe der UNESCO gehört.

## Geschichte

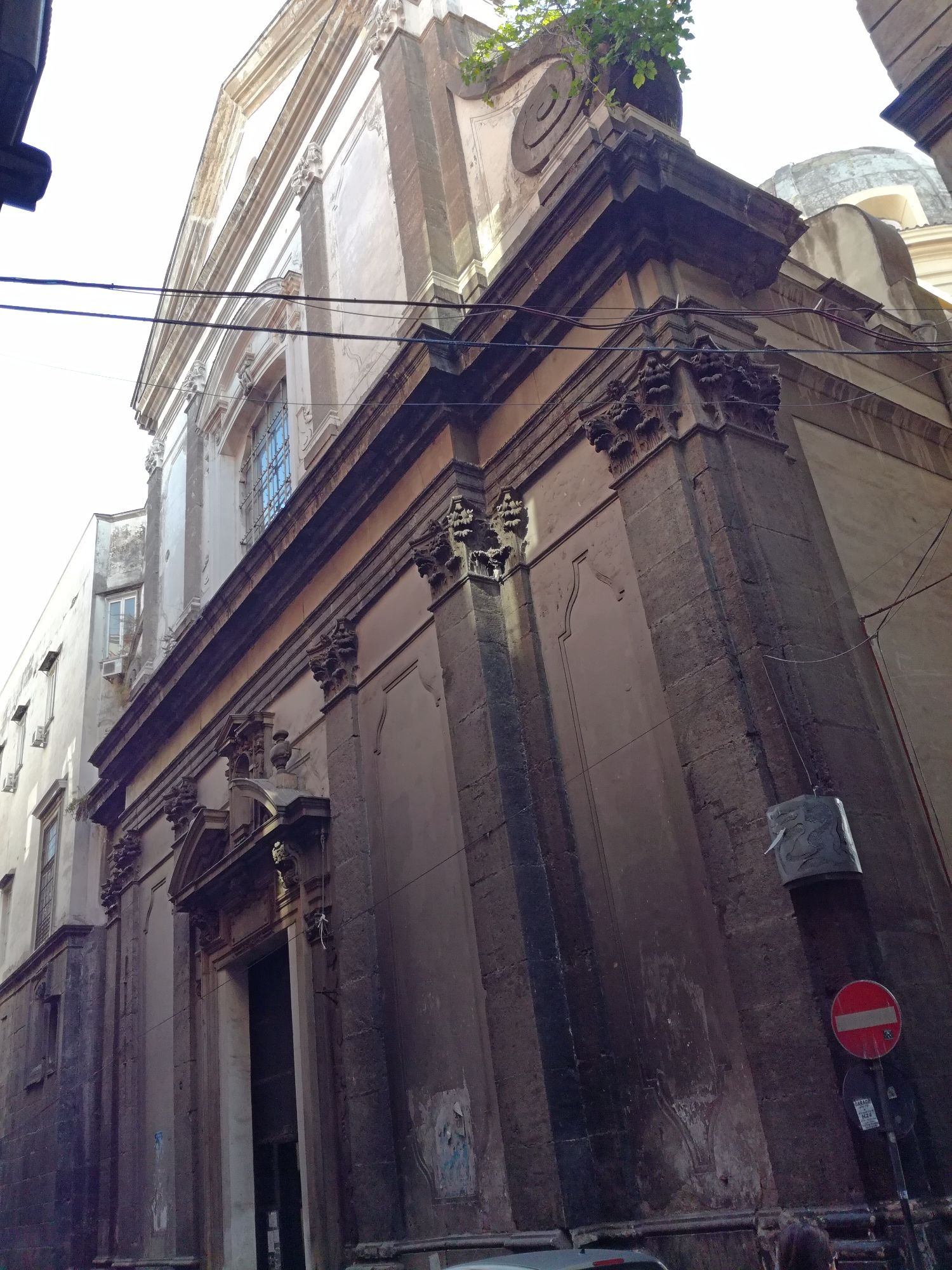
Fassade

Der Complesso Monumentale di Santa Maria della Pace entstand ursprünglich um einen alten Adelspalast, der zu Beginn des 15. Jahrhunderts von Giovanni Caracciolo nach Plänen von Andrea Ciccione gebaut wurde. Das dazugehörige Krankenhaus der barmherzigen Brüder des heiligen Giovanni di Dio (Ospedale dei frati Ospedalieri di San Giovanni di Dio) wurde 1587 errichtet, dazu gehört die Sala del Lazzaretto. Überreste des ehemaligen Palastes sind noch am gotischen Portal zum Klostergebäude zu erkennen, und am Mauerwerk aus dem 15. Jahrhundert im Vestibül. Zum Complesso gehören auch zwei Kreuzgänge.
Die Kirche wurde von Pietro De Marino im Zeitraum von 1629 bis 1659 erbaut; ihren Beinamen „della Pace“ (vom Frieden) erhielt sie, weil im Jahr ihrer Fertigstellung der Pyrenäenfrieden zwischen Ludwig XIV. von Frankreich und Philipp IV. von Spanien sanktioniert wurde.

## Beschreibung

### Kirche
Die klassische zweigeschossige Fassade wird durch Lisenen mit korinthischen Kapitellen aus dunklem Piperno gegliedert, einem vulkanischen Gestein, das häufig in Neapel verwendet wurde.

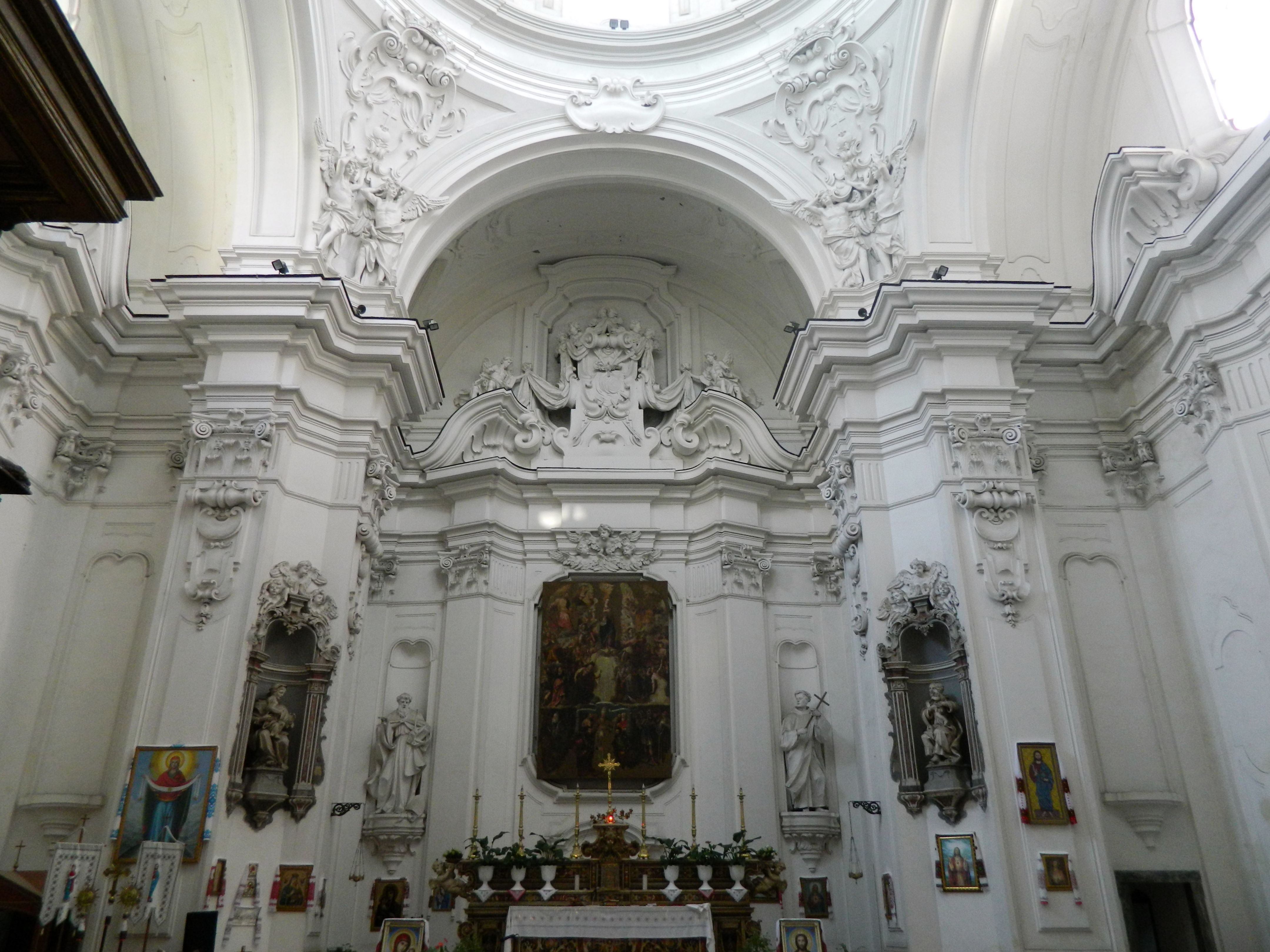
Apsis

Der Innenraum in Form eines lateinischen Kreuzes hat ein einziges Kirchenschiff mit drei Kapellen an jeder Seite. Nach dem Erdbeben von 1732 wurde die Kirche von Domenico Antonio Vaccaro renoviert. Die Kirche ist fast vollkommen in Weiß gehalten (der traditionellen Farbe des Friedens) und erhält ihre Wirkung fast ausschließlich durch die Eleganz der Architektur mit ihren Gewölben und einem spätbarocken Stuckdekor von relativer Schlichtheit, mit Engelsfiguren in den oberen Bereichen von Apsis und Vierung und einigen Heiligenfiguren in den Nischen der unteren Wandzonen. 

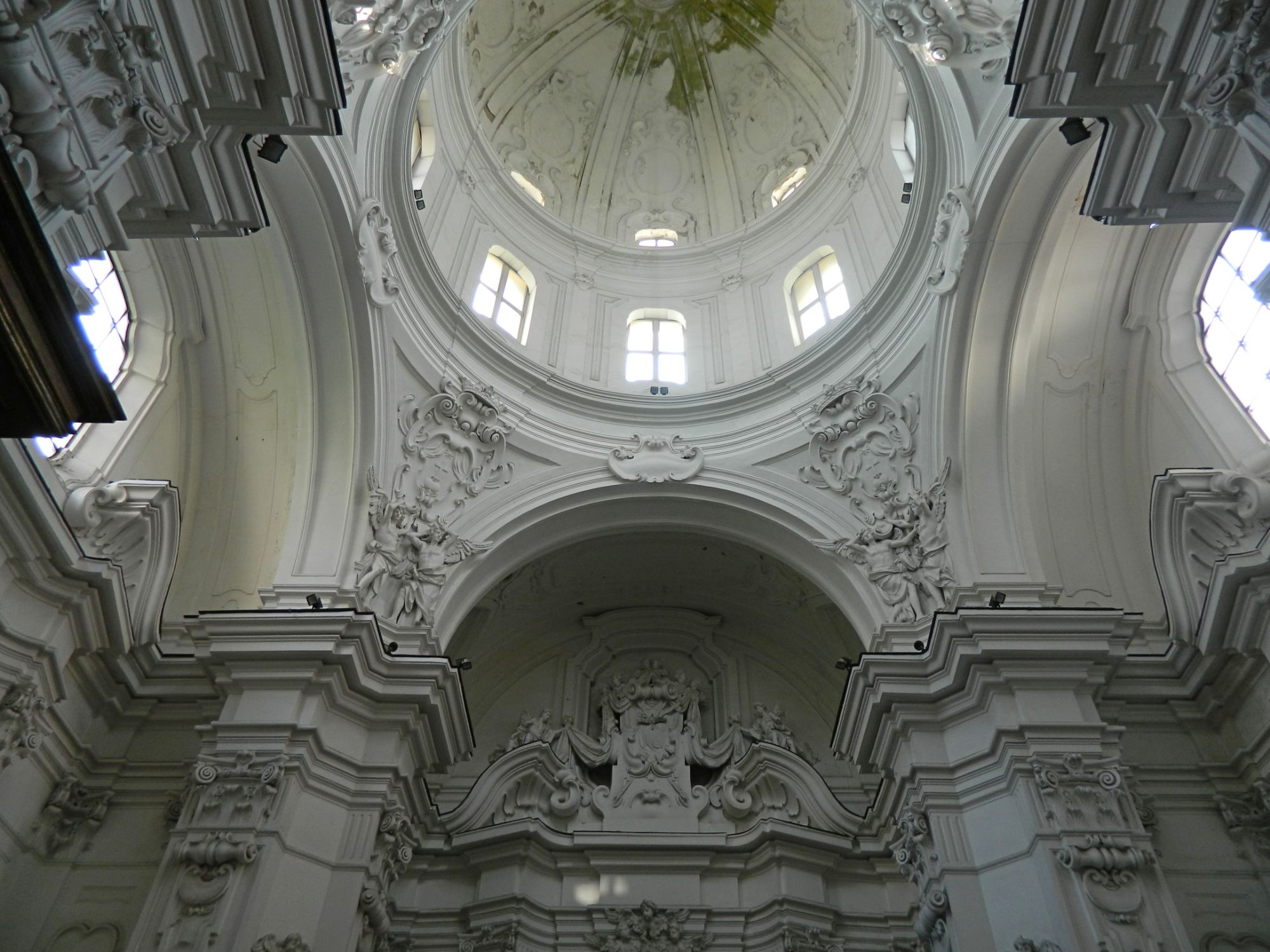
Kuppel

 Die Apsis ist ein Werk von Nicola Tagliacozzi Canale. Das Deckenfresko aus dem 18. Jahrhundert ist nur noch zu etwa 80 % erhalten. Der Fußboden aus einer Kombination von ziegelroten Cotto- und farbigen Majolica-Fliesen wurde von Donato Massa nach Entwürfen von Vaccaro geschaffen.

### Sala del Lazzaretto
Zum bekannten „Lazarettsaal“ gelangt man über eine große Treppe, links im Vestibül.

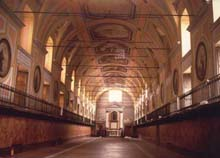
Sala del Lazzaretto

Der Saal erhielt seinen Namen, weil er einer der wenigen Orte in Neapel war, wo man Menschen aufnahm, die unter schweren Krankheiten wie Lepra, Pest oder anderen Geißeln der Menschheit litten. Der Saal ist 60 m lang, 10 m breit und 12 m hoch, und an seinem Ende befindet sich ein marmorner Altar aus dem 18. Jahrhundert, der früher den Hauptraum vom Kabinett der Ärzte trennte. Der Balkon, der auf halber Höhe entlang der Wände verläuft, hatte den Zweck, Infektionen zu vermeiden, wenn man den Pestopfern Speisen und Getränke servierte.
Die Fresken im Gewölbe und zwischen den Fenstern wurden von Andrea Viola und Giacinto Diano gemalt, sie zeigen die Jungfrau Maria und Heilige des Ordens des heiligen Giovanni di Dio.

## Einzelanmerkungen
1. 1 2 3 4 5 6 7 8 9 10  Informationen zu Santa Maria della Pace von Neapel auf der Website  der Comune di Napoli, gesehen am 8. November 2018